# Primorska gušterica
Primorska gušterica (lat. Podarcis siculus) je vrsta gušterice iz porodice Lacertidae.

## Rasprostranjenost
P. sicula je autohtona u BiH, Hrvatskoj, Francuskoj, Italiji, Crnoj Gori, Sloveniji i Švicarskoj, a uvedena je i u Španjolsku, Tursku te u SAD.
U Hrvatskoj je rasprostranjena u obalnom pojasu od Istre do Neuma u kontinuitetu, uz izoliranu populaciju kod Dubrovnika. Ima je i na mnogim otocima.

## Podvrste
U RH se mogu naći dvije endemične podvrste: jadranska primorska gušterica (Podarcis sicula adriatica) i dubrovačka gušterica (Podarcis sicula ragusae). Obje su strogo zaštićene prema "Pravilniku o proglašavanju divljih svojti zaštićenim i strogo zaštićenim".